# NHK高校講座2.0
NHK高校講座2.0は、NHK教育テレビの特別番組である。Web 2.0になぞらえてNHK高校講座の新しい形を模索する。Web2.0の特徴のひとつである「マッシュアップ」のように2つの科目をミックスした内容になっている。番組によっては講義形式ではなくドキュメンタリー調になっているものもある。オープニングとエンディングにナビゲーターとして土屋礼央が登場する。

## 出演者（講師を除く）

### 2007年度・2008年度・2009年度

#### ナビゲーター
- 土屋礼央（RAG FAIR）

#### 第1回　「英語I×国語表現I」
- アーサー・ビナード
- 相馬有紀実

#### 第2回　「音楽I×地理」
- 清水祥恵
- はなわちえ
- よなは徹

#### 第3回　「物理×日本史」
- 小笠原亜里沙
- 渋谷桃子

#### 第4回　「情報A×家庭総合」
- 鷲巣あやの

#### 第5回　「世界史×生物」
| スタブアイコン | サブスタブ | この項目は、まだ閲覧者の調べものの参照としては役立たない、テレビ番組に関連した書きかけの項目です。この項目を加筆・訂正などしてくださる協力者を求めています（P:テレビ/PJ:放送または配信の番組）。 |